# Vlag van Strijbeek

Dorpsvlag van Strijbeek

De vlag van Strijbeek werd op 6 september 2012 vastgesteld door de gemeenteraad van Alphen-Chaam als de dorpsvlag van het Nederlandse dorp Strijbeek. De vlag kan als volgt worden beschreven:
Over het midden van de scheiding van broeking en vlucht gevierendeeld van wit, groen, rood en wit; in het witte vlak aan de tophoek is een gestileerd, rood hertengewei geplaatst, met tussen de takken van geel, Latijns kruis.
Het hertengewei en het Latijns kruis zijn ontleend aan het dorpswapen.

## Verwante afbeeldingen

Wapen van Strijbeek
Vlag van Bavel
Vlag van Galder
Vlag van Ulvenhout

Acht
· Alphen
· Bavel
· Berghem
· Berlicum
· Biest-Houtakker
· Borkel en Schaft
· Chaam
· Cromvoirt
· Cuijk
· Den Dungen
· Dinteloord
· Effen
· Esch
· Galder
· Geeren-Noord
· Gemonde
· Haagse Beemden
· Haaren
· Halsteren
· Helvoirt
· Herpen
· Heusden
· Langenboom
· Leur
· Megen, Haren en Macharen
· Moergestel
· Nieuw-Vossemeer
· Nuland
· Olland
· Orthen
· Princenhage
· Ravenstein
· Rosmalen
· Sint-Michielsgestel
· Sprang
· Steenbergen
· Strijbeek
· Teteringen
· Ulvenhout
· Udenhout
· Velp
· Vierlingsbeek
· Waspik
· Wintelre